# دهستان نگانگلا
دهستان نگانگلا (به لاتین: Ngangla Gewog) یک دهستان در کشور بوتان است که در ناحیهٔ ژهمگانگ واقع شده‌است.